# 高桥氏蜗牛
高桥氏蜗牛（学名：Satsuma takahasii），亦作高桥蜗牛，是柄眼目坚齿螺科栗蜗牛属的一种。主要分布于台湾，常栖息在高海拔山区落叶堆下
。